# چهارطاقی سیمکان
چهارطاقی سیمکان مربوط به دوره ساسانیان است و در شهرستان جهرم، بخش سیمکان، روستای کراده (کرته) واقع شده و این اثر در تاریخ ۱۰ دی ۱۳۸۱ با شمارهٔ ثبت ۶۷۸۶ به‌عنوان یکی از آثار ملی ایران به ثبت رسیده‌است.
بلندایِ چهارتاقی سیمکان از گنبد تا کف کنونی ۶ متر و بلندای ساق گنبد تا کف کنونی ۵ متر است. در پهلوُی شرقی و غربی بنا دو دیوار افزوده (الحاقی) وجود دارد که در زمان اسلامی کار گذاشته شده‌است و به آن جنبهٔ مذهبی داده‌اند. درون دیوار پهلوی غربی دو تاقچه به اندازه ۱۰۰ * ۵۰ سانتی‌متر ساخته شده‌است. در پهلوی شرقی نیز همین کار تکرار شده‌است که یکی ازآنها هم‌اکنون از میان رفته‌است. گُنبد و سقف این چهارطاقیِ ساسانی فرو ریخته و پایه‌های آن سُست و بی دوام شده‌است. بیشتر سنگ‌های بنا از آن جدا شده و در پیرامون و گِرداگِرد آن ریخته‌است. سود جویان کف چهارطاقی را به انگیزهٔ یافتن گنج کَنده‌اند و هم‌اکنون در این گودال درخت روییده‌است.